# 326732 Nice
326732 Nice è un asteroide near-Earth . Scoperto nel 2003, presenta un'orbita caratterizzata da un semiasse maggiore pari a 2,712741 UA e da un'eccentricità di 0,570275, inclinata di 6,618692° rispetto all'eclittica. Ha un periodo di rotazione di 3,463 ore.
È dedicato alla città francese di Nizza, dove si trova l'Osservatorio della Costa Azzurra.